# تشانغتشو
تشانغتشو (بالصينية: 常州市 )‏ هي مدينة على مستوى محافظة، في جمهورية الصين الشعبية، تتبع جيانغسو، تبلغ مساحتها 4,375 كيلومتر مربع، رمزها البريدي هو 213000.

## الموقع
تشترك في الحدود مع:
- سوجو.

## مدن توأم
المدن التوأم:
- براتو
- تلبرغ.

## التقسيمات الإدارية
- Tianning, Changzhou [الإنجليزية]‏
- Zhonglou, Changzhou [الإنجليزية]‏
- Qishuyan District [الإنجليزية]‏
- Xinbei, Changzhou [الإنجليزية]‏
- Wujin, Changzhou [الإنجليزية]‏
- ييانغ  [لغات أخرى]‏
- Jintan, Changzhou [الإنجليزية]‏.

## أعلام
- وانغ مين
- يي لي
- ثيودور ي. وو
- شن يي
- لي شانشان
- سو شي